# Милан Динчић Динча
Милан Динчић Динча (Лесковац, 16. јун 1988) српски је певач. Он се прославио у трећој сезони такмичења Звезде Гранда где је освојио треће место.

## Приватан живот
Са супругом Јеленом Динчић, новинарком телевизије Национална телевизија Happy има двоје деце.

## Дискографија

### Албуми
- Динча (2009 Grand Production)[3]

### Синглови
- Дигни ме пао сам (2009)
- Ти си жена за сва времена (2012)
- Да се исплачем (2014) Гранд фестивал 2014.
- Нећу да се мењам (2016)
- Једна жена руке шири (2024)

### Дуети
- Роде ће се опет вратити (са Душаном Свиларом, Немањаом Стевановићем , Mиланом Станковићем) (2008)
- Роде ће се опет вратити - друга верзија (са Душаном Свиларом, Јоцом Стефановићем и Стеваном Анђелковићем) (2010)
- Промаја у глави (са Ољом Бајрами) (2012)
- Још само ноћас (са Фул Страјком) (2013)
- Ћути и вози (са Ђаволицама - Теодора Џехверовић, Тамара Милутиновић и Горана Бабић) (2015)
- Време је за љубав (са Хусом Beat Street) (2016)
- Голубице моја мила (са Александром Младеновић и дечјим хорем Храма Светог Георгија) (2024)